# 銀魂 3年Z班銀八老師
《銀魂 3年Z班銀八老師》是空知英秋原作、大崎知仁著作的日本輕小說作品，是日本漫畫《銀魂》的外傳作品。
2023年3月19日，宣佈將改編為電視動畫，預定於2025年10月播出。

## 登場角色

### 主要角色
坂田銀八（聲：杉田智和）
本作男主角。銀魂高中3年Z班導師兼國語教師。
志村新八（聲：阪口大助）
銀魂高中3年Z班學生。
神樂（聲：釘宮理惠）
銀魂高中3年Z班學生，來自中國的留學生。

### 銀魂高中

#### 3年Z班
志村妙（聲：雪野五月）
新八的姐姐，因為某種原因與新八同在一個班級。
近藤勳（聲：千葉進歩）
風紀委員長。
土方十四郎（聲：中井和哉）
風紀委員。
沖田總悟（聲：鈴村健一）
風紀委員。
山崎退（聲：太田哲治）
風紀委員。
猿飛菖蒲（聲：小林優）
保健委員。
桂小太郎（聲：石田彰）
班長。平常會帶著寵物伊麗莎白到處活動。

#### 教職員
哈達王子
銀魂高中的校長。
管家叔
銀魂高中的教頭。
登勢
銀魂高中的理事長。
松平片栗虎
銀魂高中的體育教師。棒球部顧問。
服部全藏
銀魂高中的歷史教師。患有嚴重痔瘡。
平賀源外
銀魂高中的理科教師。
坂本辰馬
銀魂高中的數學教師。
月詠
從吉原商業高中轉任到銀魂高中的保健教師。

### 高杉一派
高杉晉助（聲：子安武人）
不良學生。高杉一派的首領。
來島又子
高杉一派的成員。
武市變平太
高杉一派的成員。
岡田似藏
高杉一派的成員。
河上萬齊
高杉一派的成員。揹著吉他。試圖招募高杉加入其樂團。

### 都立夜兔工業高中
神威（聲：日野聰）
來自春雨高中的中國留學生。神樂的哥哥。與妹妹關係不睦。
星海坊主
都立夜兔工業高中教師。
阿伏兔
都立夜兔工業高中的萬年留級生。神威的心腹。
云業
都立夜兔工業高中學生。班上除了神威和阿伏兔外，其他的學生都長得跟云業一模一樣。

### 其他角色
定春
銀魂高中飼養的狗隻。
花野咲
銀魂高中放送部社員，是校園廣播記者。

## 出版書籍
銀魂 3年Z班銀八老師
| 冊數 | 日文副標題 | 中文副標題                          | 講談社        | 講談社                 | 東立出版社    | 東立出版社             |
| 冊數 | 日文副標題 | 中文副標題                          | 發售日期      | ISBN                   | 發售日期      | ISBN                   |
| ---- | ---------- | ----------------------------------- | ------------- | ---------------------- | ------------- | ---------------------- |
| 1    |            | 銀魂 3年Z班銀八老師                 | 2006年2月3日  | ISBN 4-08-703164-0     | 2008年8月13日 | ISBN 978-986-10-2186-7 |
| 2    |            | 去校外教學囉！大家集合!!            | 2007年7月20日 | ISBN 978-4-08-703181-2 | 2008年10月2日 | ISBN 978-986-10-2187-4 |
| 3    |            | 來去學生輔導室！                    | 2008年7月4日  | ISBN 978-4-08-703193-5 | 2009年1月15日 | ISBN 978-986-10-3033-3 |
| 4    |            | 明明就發生過 這種事和那種事吧啊啊!! | 2009年4月3日  | ISBN 978-4-08-703201-7 | 2009年7月30日 | ISBN 978-986-10-3919-0 |

銀魂 回來的3年Z班銀八老師
| 冊數 | 日文副標題 | 中文副標題                       | 集英社        | 集英社                 | 東立出版社     | 東立出版社             |
| 冊數 | 日文副標題 | 中文副標題                       | 發售日期      | ISBN                   | 發售日期       | ISBN                   |
| ---- | ---------- | -------------------------------- | ------------- | ---------------------- | -------------- | ---------------------- |
| 1    |            | RETURNS 冷血硬派高杉             | 2011年4月4日  | ISBN 978-4-08-703243-7 | 2011年8月13日  | ISBN 978-986-10-8307-0 |
| 2    |            | PHOENIX Funky Monkey Teachers    | 2012年10月4日 | ISBN 978-4-08-703277-2 | 2013年6月17日  | ISBN 978-986-332-767-7 |
| 3    |            | FOREVER 再會，我心愛的3Z學生們！ | 2013年9月4日  | ISBN 978-4-08-703299-4 | 2014年4月7日   | ISBN 978-986-348-735-7 |
| 4    |            | 再一次RETURNS 冷血硬派高杉       | 2018年6月4日  | ISBN 978-4-08-703451-6 | 2018年11月30日 | ISBN 978-957-261-935-3 |

## 電視動畫
2023年3月19日，官方於《銀魂》20週年活動「銀魂後祭2023」上宣布《銀魂 3年Z班銀八老師》將改編為電視動畫。
2024年10月10日（坂田銀時生日），官方宣布電視動畫將於2025年10月播出。

### 製作人員
- 原作：空知英秋
- 總監督：森脇真琴
- 監督：東田夏實
- 系列構成：筆安一幸、未定MarkII
- 人物設定、總作畫監督：竹內進二
- 音樂：Audio Highs
- 動畫製作：BN Pictures

## 外部連結
- 電視動畫官方網站